# Halowe Mistrzostwa Polski Seniorów w Lekkoatletyce 2022
66. Halowe Mistrzostwa Polski Seniorów w Lekkoatletyce – zawody lekkoatletyczne, które odbyły się 5 i 6 marca 2022 w Arenie Toruń.

## Rezultaty

### Mężczyźni
| Konkurencja               | 1. miejsce                                                                     | Rezultat   | 2. miejsce                                                                             | Rezultat     | 3. miejsce                                                                              | Rezultat     |
| Bieg na 60 m              | Dominik Kopeć KS Agros Zamość                                                  | 6,66       | Przemysław Słowikowski MKL Szczecin                                                    | 6,66         | Jakub Lempach AZS UMCS Lublin                                                           | 6,67         |
| Bieg na 200 m             | Łukasz Żok ALKS AJP Gorzów Wlkp.                                               | 20,68 PB   | Albert Komański CWKS Resovia Rzeszów                                                   | 20,87 PB     | Adrian Brzeziński MKL Toruń                                                             | 21,09 SB     |
| Bieg na 400 m             | Kajetan Duszyński AZS Łódź                                                     | 46,71 PB   | Tymoteusz Zimny OŚ AZS Poznań                                                          | 47,17 PB     | Mateusz Rzeźniczak RKS Łódź                                                             | 47,28        |
| Bieg na 800 m             | Patryk Sieradzki CWZS Zawisza Bydgoszcz SL                                     | 1:51,59 SB | Patryk Dobek MKL Szczecin                                                              | 1:51,87      | Maciej Wyderka AZS-AWF Katowice                                                         | 1:51,87      |
| Bieg na 1500 m            | Michał Rozmys UKS Barnim Goleniów                                              | 3:41,53    | Andrzej Kowalczyk Kraków Athletics Team                                                | 3:43,90 PB   | Szymon Żywko AZS UMCS Lublin                                                            | 3:48,47 SB   |
| Bieg na 3000 m            | Michał Rozmys UKS Barnim Goleniów                                              | 8:09,53    | Andrzej Kowalczyk Kraków Athletics Team                                                | 8:14,14 PB   | Szymon Żywko AZS UMCS Lublin                                                            | 8:15,06 SB   |
| Bieg na 60 m przez płotki | Jakub Szymański SKLA Sopot                                                     | 7,60 =PB   | Damian Czykier KS Podlasie Białystok                                                   | 7,60         | Krzysztof Kiljan AZS-AWF Warszawa                                                       | 7,69 SB      |
| Sztafeta 4 × 200 metrów   | AZS-AWF Katowice Przemysław Kozłowski Bartosz Taradaj Wiktor Cygan Paweł Dzida | 1:26,78    | KS Stal LA Ostrów Wlkp. Patryk Wykrota Kacper Zimniak Tomasz Jankowski Cyprian Adamcio | 1:26,84      | TS Wieliczanka Wieliczka Maciej Słowik Mateusz Wróbel Jakub Olejniczak Robert Bryliński | 1:29,22      |
| Skok wzwyż                | Norbert Kobielski MKS Inowrocław                                               | 2,26 SB    | Mateusz Kołodziejski CWZS Zawisza Bydgoszcz SL                                         | 2,19         | Gracjan Wiśniewski CWZS Zawisza Bydgoszcz SL                                            | 2,08         |
| Skok o tyczce             | Piotr Lisek OSOT Szczecin                                                      | 5,61       | Paweł Wojciechowski CWZS Zawisza Bydgoszcz SL                                          | 5,41         | Karol Pawlik CWZS Zawisza Bydgoszcz SL                                                  | 5,31 SB      |
| Skok w dal                | Piotr Tarkowski KS AZS-AWF Biała Podlaska                                      | 8,01 CR PB | Mateusz Jopek KS AZS AWF Wrocław                                                       | 7,52         | Mateusz Różański KU AZS PWSZ w Tarnowie                                                 | 7,49 SB      |
| Trójskok                  | Adrian Świderski WKS Śląsk Wrocław                                             | 15,88      | Jan Kulmaczewski KS AZS AWF Warszawa                                                   | 15,45 SB     | Dawid Krzemiński RLTL Optima Radom                                                      | 15,32        |
| Pchnięcie kulą            | Konrad Bukowiecki KS AZS UWM Olsztyn                                           | 21,53 CR   | Michał Haratyk KS Sprint Bielsko-Biała                                                 | 21,07 SB     | Rafał Kownatke LKS Ziemi Puckiej Puck                                                   | 19,19 SB     |
| Siedmiobój                | Rafał Horbowicz KS Warszawianka Warszawa                                       | 5675 pkt.  | Jacek Chochorowski AZS KU Politechniki Opolskiej Opole                                 | 5330 pkt. SB | Mateusz Murias KS Warszawianka Warszawa                                                 | 4977 pkt. PB |

### Kobiety
| Konkurencja               | 1. miejsce                                                                        | Rezultat        | 2. miejsce                                                                         | Rezultat     | 3. miejsce                                                                                | Rezultat   |
| Bieg na 60 m              | Ewa Swoboda AZS-AWF Katowice                                                      | 6,99 WL NR CR   | Pia Skrzyszowska KS AZS AWF Warszawa                                               | 7,12 PB      | Marika Popowicz-Drapała CWZS Zawisza Bydgoszcz SL                                         | 7,28 =SB   |
| Bieg na 200 m             | Nikola Horowska ALKS AJP Gorzów Wlkp.                                             | 23,22 PB        | Marika Popowicz-Drapała CWZS Zawisza Bydgoszcz SL                                  | 23,66 SB     | Izabela Jastrząb MKS Agros Chełm                                                          | 24,07      |
| Bieg na 400 m             | Justyna Święty-Ersetic AZS-AWF Katowice                                           | 51,04 NR CR     | Anna Kiełbasińska SKLA Sopot                                                       | 51,20        | Natalia Kaczmarek KS AZS AWF Wrocław                                                      | 51,24      |
| Bieg na 800 m             | Angelika Cichocka SKLA Sopot                                                      | 2:07,55         | Margarita Koczanowa KS AZS AWF Kraków                                              | 2:08,00      | Aneta Lemiesz KS Lemiesz Team Warszawa                                                    | 2:08,08 SB |
| Bieg na 1500 m            | Angelika Cichocka SKLA Sopot                                                      | 4:20,12 SB      | Martyna Galant OŚ AZS Poznań                                                       | 4:20,92      | Eliza Megger LKS Pszczyna                                                                 | 4:21,22    |
| Bieg na 3000 m            | Eliza Megger LKS Pszczyna                                                         | 9:03,47 PB      | Kinga Królik UKS Azymut Pabianice                                                  | 9:04,75 PB   | Weronika Lizakowska KUKS Remus Kościerzyna                                                | 9:08,61 PB |
| Bieg na 60 m przez płotki | Klaudia Siciarz KS AZS AWF Kraków                                                 | 8,01 SB         | Klaudia Wojtunik AZS Łódź                                                          | 8,07 PB      | Monika Kiepura KS AZS AWF Kraków                                                          | 8,17 =PB   |
| Sztafeta 4 × 200 metrów   | KS AZS AWF Kraków Alicja Struzik Karolina Gajewska Julia Ziembicka Monika Kiepura | 1:36,88         | AZS-AWFiS Gdańsk Olga Pietrzak Agata Kołakowska Oliwia Strugińska Wiktoria Brzeska | 1:41,16      | KS Lemiesz Team Warszawa Aleksandra Piechuta Aneta Lemiesz Martyna Kotulska Maja Dimitrow | 1:46,08    |
| Skok wzwyż                | Wiktoria Miąso CWKS Resovia Rzeszów                                               | 1,78            | Aneta Rydz RLTL Optima Radom                                                       | 1,74         | Katarzyna Kokot AZS KU Politechniki Opolskiej Opole                                       | 1,74       |
| Skok o tyczce             | Agnieszka Kaszuba KL Gdynia                                                       | 4,10            | Anna Łyko KS AZS AWF Wrocław                                                       | 4,10 =SB     | Naama Bernstein AZS KU Politechniki Opolskiej                                             | 4,10       |
| Skok w dal                | Anna Matuszewicz MKL Toruń                                                        | 6,41            | Magdalena Żebrowska AZS-AWF Katowice                                               | 6,37         | Karolina Młodawska KKL Kielce                                                             | 6,32 SB    |
| Trójskok                  | Karolina Młodawska KKL Kielce                                                     | 13,48 PB        | Agnieszka Bednarek AZS Łódź                                                        | 13,26 =SB    | Sara Kordek AZS-AWF Katowice                                                              | 12,93      |
| Pchnięcie kulą            | Paulina Guba AZS UMCS Lublin                                                      | 17,73 SB        | Klaudia Kardasz KS Podlasie Białystok                                              | 17,54        | Zuzanna Maślana MLKL Płock                                                                | 15,40      |
| Pięciobój                 | Adrianna Sułek AZS UMCS Lublin                                                    | 4756 pkt. WL PB | Paulina Ligarska SKLA Sopot                                                        | 4593 pkt. PB | Edyta Bielska MLUKS Mokasyn Płoty                                                         | 4229 PB    |

### Drużyna mieszana
| Konkurencja                      | 1. miejsce                                                                      | Rezultat | 2. miejsce                                                                                | Rezultat | 3. miejsce                                                                     | Rezultat |
| Sztafeta mieszana 4 × 400 metrów | AZS-AWF Kraków Tomasz Lampart Aleksandra Gaworska Katarzyna Martyna Piotr Kidoń | 3:28,12  | ALKS AJP Gorzów Wlkp. Bartosz Sołtysiak Alicja Kaczmarek Nikola Horowska Daniel Sołtysiak | 3:30,07  | OŚ AZS Poznań Jan Wawrzkowicz Aleksandra Dudziak Weronika Kowal Mikołaj Buzała | 3:30,64  |